# Соя
Соята (Glycine max) е вид покритосеменно едногодишно растение от семейство Бобови, срещащо се в диво състояние в Източна Азия.
Видът е култивиран в тази част на света поради факта, че е ценна маслодайна култура и богат източник на белтъчини (протеин) в храната за човека и фуража за домашните животни. Сред традиционните употреби на неферментирала соя е приготвянето на соево мляко, от което се получава тофу и тофу кожа. Ферментиралите соеви продукти включват соев сос, соева паста, нато, темпе и други. Обезмаслените соеви продукти са важен и евтин източник на протеини за животински фуражи и различни готови храни. Така соевият текстурат е съставка на различни заместители на месото и млякото. Соята съдържа значителни количества фитинова киселина, макроелементи и витамини B. Соевото масло, използвано като храна и за промишлени цели, е друг продукт от преработката на соята.
Добивът на соев протеин от акър е значително по-голям от която и да е друга използвана днес растителна култура. Соята е най-важният източник на протеини във фуражите за домашни животни, които от своя страна доставят животински протеини в храната на хората. Днес основните производители на соя са САЩ (35%), Бразилия (27%), Аржентина (19%), Китай (6%) и Индия (4%).

## История на одомашняването и разпространението
Соята е една от най-древните културни растения. Дивият предшественик на култивираното днес растение е видът Glycine soja, местен за централен Китай вид. Началото на култивирането на вида се датира от преди около пет хиляди години. Изображения на соя в Китай са открити върху камъни, кости и коруби от костенурки. За отглеждането на соя се споменава още в най-древната китайска литература от 3 – 4 хил. г. пр.н.е. Известният древнокитайски учен Мин и пише за това, че основателят на Китай император Хуанди (по други сведения Шеннун), живял преди около 4300 години е учил народа да използва за посев пет култури: ориз, пшеница, лудо и обикновено просо и соя. До началото на 20 век обаче соята не е известна за всички части на света и остава ограничена култура за района на Китай и Югоизточна Азия.
Началото на отглеждане на соята остава все още спорно. Последните изследвания показват, че дивите форми на растението са засявани от местното население около 5000 г. пр.н.е. на различни места като Китай, Корея и Япония. Най-старите семена от соя наподобяващи на съвременните сортове по размер и форма са открити в археологически обекти в Корея и са датирани около 1000 г. пр.н.е. Радиовъглеродното датиране на соеви проби открити при разкопки показват, че соята се отглежда като хранителна култура от около 1000 – 900 г. пр. Хр., а соеви семена в Япония са известни от около 3000 г. пр.н.е. и са значително по големи от дивите сортове. Началото на отглеждането на соя в Китай е установено, че започва в Южен Китай преди периода Хан и не е имало интензивен характер, а използваните сортове са с малки зърна, подобни на дивите. Едва около 510 г. пр.н.е. с развитието на селскостопанска революция в крайна сметка превръща соята в част от основната храна
.
Първите сведения за соята в Европа идват от Русия благодарение на експедицията на Василий Поярков до Охотско море през 1643 – 1646 г. Той описва посевите от соя по средното течение на река Амур отглеждани от местното манджуро-тунгуско население. Записките на Поярков скоро са издадени в Холандия. За Западна Европа обаче соята става известна благодарение на германския натуралист Енгелберт Кемпфер, който през 1685 г. посещава Азия и през 1691 г. описва соята в своята книга „Amoentitatum Exoticarum Politico-Physico-Medicarum“, издадена едва през 1712 г. В бележитата книга на Карл Линней „Species Plantarum“, в своята първа редакция от 1753 г., соята е спомената с две имена – Phaseolus max Lin. и Dolychos soja Lin. По-късно през 1794 г. немскияг ботаник Конрад Мьонх преоткрива соята и я нарича Soja hispida Moench. Същинското проникване на вида в Европа става през Франция през 1740 г., а през 1790 г. е пренесена в Англия. Като култура със стопанска цел обаче е отглеждана едва от 1885 г. насам. През 1898 г. в САЩ са внесени голям брой сортове соя от Азия и Европа в резултат на което започва целенасочена селекция и промишлено отглеждане на културата. Десетилетие по-късно през 1907 г. соята се отглеждала на площ от около 20 хил. хектара, а в началото на 1930-те години САЩ увеличава добива като засява около 1 млн. хектара.
В България соята навлиза в годините след Освобождението от Русия или Румъния. Първите опити за отглеждане на соя са проведени през 1905 – 1908 г. в опитната станция „Образцов чифлик“. През 1917 г. професор Асен Златаров отглежда два декара соя в рйона на село Сестримо като добива по 180 kg от декар. Въз основа на различни биохимични изследвания той предлага соята да се разпространи на по-големи площи в България. През 1934 г. в страната се основава и специализирано търговско дружество за производство и търговия със соя, наречено „Соя“. Специализирано звено за създаването на нови високопродуктивни и пригодени към условията за България сортове соя е „Опитната станция по соята“ в Павликени, която е структурно звено към Селскостопанска академия.

## Ботаническо описание
Соята е едногодишно растение. Кореновата ѝ система се състои от добре развит главен корен, който на дълбочина достига до 2 m и повече. Стъблото е право и твърдо с различна степен на разклоненост. Височината му зависи от сорта и от условията на отглеждане. Сортовете за зърно достигат на височина до 55 – 65 cm, а фуражните сортове – до 1,80 m.
С изключение на първия чифт, листата са сложни, с по три листчета, целокрайни. Средното листче има по-дълга дръжка от страничните. Имат яйцевидна или овална форма, с притъпен или остър край. При някои сортове листата са по-нежни и меки, а при други – по-груби, набръчкани и плътни.
Цветовете са групирани в съцветия, разположени в пазвите на листата на къси дръжки. В едно съцветие се намират от 3 до 15 и повече цвята, но не всички от тях дават завръзи. По върховете на страничните клонки обикновено се формират единични цветове.
Соята развива дребни, светловиолетови или бели цветове с устройство, типично за бобовите растения – 5-листна чашка, 5-листно венче и 10 тичинки, от които 9 са сраснали в тръбичка, а едната е свободна. Половината от тичинките имат по-къси дръжки от останалите. Пестникът има яйцевидна форма и е покрит с власинки. Стълбчето е късо, голо и завършва с рилце, което има израстъци за задържане на прашеца. Соята е типично самоопрашващо се растение.
Чушките (бобовете) са събрани на букетчета по 2 – 3 до 5 – 6 и повече. На едно растение се наброяват от 8 – 10 до 250 и повече чушки. По форма са прави, слабо извити в долния край или сърповидни, с остри върхове. С напредване на узряването се втвърдяват и от светложълти или светлокафяви стават тъмнокафяви до черни. В една чушка има най-често по 2 – 3 зърна и много рядко 1 или 4 – 5. Повечето от сортовете имат неразпукливи чушки. Всички надземни части на растението (стъбло, листа и чушки) са окосмени.
Семената имат най-често овално продълговата форма, повече или по-малко закръглени, със светла, светложълта, тъмножълта или жълто-зелена окраска и гладка повърхност. Срещат се сортове и с кафява или черна окраска (най-често фуражните сортове) и светли или тъмни пъпчета. Теглото на 1000 семена се колебае от 45 до 500 g. Големината на семената е сортово качество, което варира много в зависимост от условията на отглеждане.

## Биологични особености
Соята е топлолюбива култура. Най-ниската температура за поникване на семената е 9 – 10 °C. Семената трябва да поемат влага от 90 до 150% от първоначалното си тегло, за да покълнат. При благоприятни условия поникват за 8 – 10 дни. Младите растения издържат на кратки пролетни застудявания до –2, –3 °C.
Вегетационният период се колебае от 75 до 200 дни в зависимост от сорта и условията на отглеждане. При по-топло време и особено при засушаване вегетационният период се скъсява, а при влажно и хладно време се удължава.
Въпреки че се нуждае от много топлина, соята не е сухоустойчива. Тя има най-голяма нужда от влага по време на цъфтежа и нарастването на семената. Недостатъчната почвена влага през този период причинява опадване на цветовете, но при благоприятна атмосферна влажност това явление не е така силно изразено.
Соята има по-високи изисквания към плодородието на почвата от например фасула или бялата лупина. Тя расте най-добре на разрохкани, добре обработени, с неутрална реакция и богати на хумус и вар почви.

## Таксономия
Родовото име Glycine първоначално е въведено от Карл Линей в първото издание на Genera Plantarum (1737). Glycine произлиза от гръцката дума γλυκύς (сладък) и вероятно се отнася за сладкия вкус на крушовидните ядливи грудки на северноамериканското увивно бобово растение Glycine apios, днес познато като Apios americana Medik. Като културен вид соята за пръв път е описана в Species Plantarum на Линей под името Phaseolus max L. Общоприетото днес название Glycine max (L.) Merr. е предложено от Елмър Дрю Мерил през 1917 г.
Родът Glycine Willd. се разделя на два подрода Glycine и Soja. Подродът Soja (Moench) F. J. Herm. включва два едногодишни вида – културната соя Glycine max (L.) Merr. и нейния див прародител Glycine soja Sieb. & Zucc. (Усурийска соя), растящ свободно в Китай, Япония, Корея, Тайван и Русия. Според редица изследователи към подрод Soja се причислява и още един вид – Glycine gracilis. Подродът Glycine се състои от най-малко 27 диви многогодишни видове, като например G. canescens F.J. Herm. и G. tomentella Hayata, които се срещат в Австралия и Папуа-Нова Гвинея. Сродната многогодишна соя Neonotonia wightii, произлизаща от Африка, днес е широко разпространено пасищно растение в тропическите области.
Подобно и на други култури, одомашнени твърде отдавна, връзката на съвременната културна соя с диворастящите видове не може да бъде проследена с каквато и да е сигурност. Соята е културно растение с голямо многообразие от сортове. Въпреки това обаче се смята, че усурийската соя е видът, който е ползван при одомашняването на съвременната соя.
Наименованието соя произлиза от японската дума шою (醤油, しょうゆ), която означава соев сос.

## Отглеждане
Мястото на соята в сеитбообращението на полето е предвиденото за зърнени бобови култури. За предшественик се използват житните култури със слята повърхност. Много добър предшественик за соята е царевицата, при напр. следното редуване: царевица, соя, пшеница, люцерна. На места, където за пръв път се отглежда соя, тя може да се засява и две години поред. В такива случаи през втората година добивите нарастват, което се дължи вероятно на увеличения брой и на по-голямата активност на грудковите бактерии.
Подготовката на почвата и торенето са същите, както при пролетния грах, но тъй като соята се засява по-късно от граха, при нея се налага повторно предсеитбено култивиране. С второто култивиране се унищожават плевелите, почвата се разрохква на дълбочина 5 – 7 cm и по-добре се затопля, запазва се влагата от зимните и пролетните валежи. Така се създават добри условия за засяване и поникване на семената и за нормално развитие на грудковите бактерии.
Прякото торене на соята с оборски тор не се прилага, тъй като растенията се развиват предимно вегетативно, вегетационният период се удължава, посевите силно заплевяват и добивът на семена се занижава силно. Най-добри резултати се получават, когато соята се засее на втората или третата година след торен с оборски тор предшественик.
При сеитбата, освен на чистотата особено внимание трябва да се обръща на добрата кълняемост на семената, тъй като те съдържат много мазнини, хигроскопични са, лесно поглъщат влага и намаляват кълняемостта си. Там, където соята е нова култура или се засява на бедни на азот почви и във влажни години, заразяването на семената с чисти култури грудкови бактерии, приготвени изкуствено в лабораторна обстановка, води до чувствително увеличение на добивите.
По времето на засяване соята спада към късните култури. Тя се засява, когато почвата на дълбочина 5 – 8 cm се е затоплила до 8 – 10 °C (за Северна България – първата половина на април). При засяване на соята при по-засушливи и неполивни условия най-подходящото междуредово разстояние е 50 cm. За отделните сортове сеитбената норма е различна и зависи най-вече от едрината на семената и от конкретните за всяка година агрометеорологични условия, качеството на предсеитбената подготовка и наличността на влага в почвата, времето на засяване и др. За подходяща се счита норма от 45 – 50 броя кълняеми семена на m2, която в зависимост от сорта се изразява в маса от 5 – 7 kg семе на daa.
В зависимост от вида на почвата и влагата в нея, както и от времето на сеитба семената се заравят на дълбочина 5 – 7 cm. Добрата предсеитбена подготовка и заравненост на почвата осигуряват равномерно заравяне и своевременно и дружно поникване на семената. При тежки глинести почви, ранна сеитба и достатъчно влага семената се заравят на по-малка дълбочина и обратно, при по-късна сеитба и по-малко влага в почвата по-дълбоката сеитба дава по-добри резултати.
При захладяване на времето след сеитбата семената на соята никнат бавно. В това време поникват плевели, а често се образува и почвена кора. В такива случаи се налага брануване преди поникване на семената. Така се разрушава почвената кора, унищожават се повечето от поникналите плевели, повишава се температурата в почвата и поникването се ускорява.
Посевите независимо от това дали са за зърно, или зелена маса, се окопават в междуредията най-много два пъти механизирано, като едновременно или непосредствено след окопаването се извършва и ръчна копан и плевене по редовете, без да се разреждат и загърлят соевите растения. Първото окопаване се извършва на по-голяма дълбочина – 8 – 10 cm, с което се унищожават плевелите, разрохква се почвата и се създават благоприятни условия за развитие на грудковите бактерия, а второто – по-плитко, на 6 – 8 cm.

## Болести и неприятели по соята
Заболявания причинени от гъбички:
- Гниене на кълновете. Среща се по семената, младите растения и в най-голяма степен по кълновете. Причинява се гъбички от род Pythium (Pythium aphanidermatum, Pythium deborianum, Pythium irregulare, Pythium ultimum). Заболяването се появява във влажни, тежки и студени почви. Гъбичките се намножават и предизвикват мокро гниене на семената и на коренчетата на младите кълнове като по тях се образуват малки черни, сухи, потънали в околната тъкан петна. С напредване на процеса при болните корени се достига до напълно разлагане и при изскубване на растенията от почвата те се откъсват.
- Гниене на корените и стъблата. Причинител на това заболяване е гъба от вида Rhizoctonia solani. Тя предизвиква загниване на младите корени и на стъблата след поникването. Първоначално по стъблата и ниско разположените части на растението се поразяват като постепенно се придвижват към връхните части. Листата опадват и растенията се обезлистват. При това заболяване загубата на зърно може да достигне повече от 50%.
- Въглищно гниене. По соята тази болест се проявява в две форми – загиване на корените и стъблата и многобройни кръгли петна по листата на нападнатите растения. Първата форма се причинява от гъбата Sclerotium bataticola, а втората – от нейната конидийна форма Macrophomina phaseoli. Инфектираните растения се отскубват много лесно. Растенията завяхват, а листата пожълтяват, изсъхват, покриват се с черни точици и остават прикрепени към стъблата. При това заболяване загубата на зърно може да достигне около 77%.
- Пригор по стъблата и бобовете. Причинител на заболяването е гъбата Diaporthe phaseolorum var. sojae. Най-често признаците се срещат по стъблата, разклоненията, листните дръжки, бобовете и семената. Инфектираните семена са силно напукани, сбръчкани и почти винаги покрити частично или изцяло с бял мицел. Загубите на зърно достигат до 24%.
- Рак по стъблата. Причинява се от гъбата Diaporthe phaseolorum var. caulivora. Загубите на зърно може да достигнат до 50%, когато растенията се инфектират в началото на вегетационния период. Около местата на захващането или около коленцата се забелязват малки червеникаво-кафяви елипсовидни петънца. Те бързо се увеличават, като образуват леко потънали от червеникаво-кафяви до черни петна, достигащи големина от 3 до 11 cm.
- Мана. Причинител на заболяването е гъбата Peronospora manjurica. Тя се развива най-добре при висока влажност и при наличие на температури от 20 до 22 °C. Причинява обезлистване на растенията, понижава качеството и размерите на семената и може да намали добивите от зърно с 8 – 10%.

Заболявания причинени от бактерии:
- Бактериоза или Бактериен пригор. Причинява се от бактерията Pseudomonas syringae pv. glycinea. Топлото и влажно време са най-благоприятните условия за нейното развитие. При силно нападение понижава значително добивите. Напада цялото растение – листа, стъбло и чушки. По семеделите и листата образува воднисти светлокафяви и ъгловати петна, които по-късно потъмняват и се сливат. Често местата на петната се разкъсват. По чушките петната са мазни и кафяви. Презимува в соевите семена и растителните остатъци.[25]
- Бактерийна пустула. Болестта се проявява в райони с високи температури и чести преваляванията от дъжд. Растенията се обезлистват, семената остават дребни, недоизхранени, добивите значително намаляват. По нападнатите бобове се образуват червеникаво-кафяви, леко издигнати над околната тъкан петна.

Заболявания причинени от вируси:
- Мозайка. Причинява се от соевия вирус Soybean mosaic virus (SMV). Среща се често по листата на соята. Болните листа имат светли и тъмни петна, деформират се и се набръчкват. Болните растения изостават в растежа и развитието си, като заболелите в по-ранен стадий намаляват силно добива си. Вирусът се пренася с болните семена и чрез листните въшки.[25]

Неприятели:
- Бобов молец (Etiella zinckenella Treitschke, 1832). Освен соята този молец напада още и граха, фия, лупината и др. Гъсеницата поврежда зърната, като ги нагризва отвън обезформя ги и ги прави негодни за посев. Възрастното насекомо е дребна нощна пеперуда. Дава две поколения – през юни и през август. Женската снася по чушките до 250 яйца, от които гъсениците се излюпват през лятото за 4 – 12 дни, а през есента – за 15 – 20 дни. От този неприятел страдат най-много късните посеви и късните сортове.[26]
- Черна бобова листна въшка (Aphis fabae)
- Прасковена листна въшка (Myzodes persicae)
- Люцернова нощенка (Chloridea maritima)
- Паяжинообразуващи акари (сем. Tetranychidae)
- Ливадна пеперуда (Loxostege sticticalis)

Плевели:
- Обикновен щир (Amaranthus retroflexus)
- Бяла куча лобода (Chenopodium album)
- Черно куче грозде (Solanum nigrum)
- Татул (Datura stramonium)
- Полски синап (Sinapis arvensis)
- Лападоволистно пипериче (Poligonum lapathifolium)
- Тученица (Portulaca oleracea)
- Лубеничник (Hibiscus trionum)
- Свиница (Xanthium strumarium)
- Просфорник (Abutilon avicennae)
- Кокошо просо (Echinochloa crus galli)
- Сива кощрява (Setaria glauca)
- Зелена кощрява (Setaria viridis)
- Повитица (Convolvulus arvensis)
- Паламида (Cirsium arvense)
- Балур (Sorghum halepense)

## История
Родината ѝ е Китай, а в Европа тя става известна едва към края на 18 век.

## Химичен състав на семената
Съдържат най-различни хранителни вещества – белтъчини, мазнини, скорбяла, витамини.

## Стопанско значение
От семената може да се получат заместители на кафето и шоколада, на месото и хляба. От соята се произвеждат тестени изделия, соево мляко, тофу (соево сирене). Маслото, което се получава от соевите семена, се използва за производство на лакове, бои и сапуни. Ястието популярно в България като „соеви кълнове“ се приготвя от боб Мунг.
Соевите зърна са отличен фураж за селскостопанските животни.